# Айелло, Лесли
Лесли Айелло (англ. Leslie C. (Crum) Aiello; род. 26 мая 1946, Пасадена, Калифорния) — американский эволюционный антрополог и палеоантрополог. Доктор философии, эмерит-профессор Лондонского университета (Университетского колледжа Лондона), член Американского философского общества (2014) и Леопольдины, членкор Британской академии (2018). Отмечена Huxley Memorial Medal (2006) и Franz Boas Award (2022).

## Биография
Получила степени бакалавра и магистра, обе по антропологии, а последнюю и со специализацией по палеолитической археологии — в Калифорнийском университете в Лос-Анджелесе. В Лондонском университете получила степень доктора философии по анатомии (по эволюции и анатомии человека).
В 1995—2005 годах — профессор биологической антропологии Университетского колледжа Лондона, в 1996—2002 годах — заведующая его кафедрой антропологии, в 2002—2005 годах — заведующая аспирантурой; почётный феллоу колледжа (2007) и ныне эмерит-профессор биологической антропологии. В 2005—2017 годах — президент Wenner-Gren Foundation (Нью-Йорк), крупнейшего среди подобных, ныне его эмерит-президент.
Известна своей «гипотезой дорогой ткани» (Expensive tissue hypothesis), выдвинутой в 1995 году совместно с Питером Уилером (Peter Wheeler). Президент Американской ассоциации физических антропологов (American Association of Physical Anthropologists). В 1993—1999 годах — управляющий соредактор Journal of Human Evolution.
Подготовила 23 PhD-студента. Популяризатор науки, в особенности о человеческой эволюции. Член Американской ассоциации содействия развитию науки (2000). Советник Американского философского общества на 2021–2024 гг.
Автор рецензированных работ, книг.